# Camden (Delaware)
Camden je gradić u američkoj saveznoj državi Delaware. Prema popisu stanovništva iz 2010. u njemu je živjelo 3.464 stanovnika.